# Тёмная полёвка
Тёмная полёвка, или пашенная полёвка (лат. Microtus agrestis) — вид грызунов рода серых полёвок.

## Внешний вид
Длина тела — около 11—13 см, ширина — порядка 5 см, хвост короткий. Окраска меха — от серой до бурой.

## Распространение
Распространена по всей Европе и Северо-Западной Азии, от Атлантического побережья до озера Байкал.

## Образ жизни
Тяготеет к более влажным биотопам: пойменным лугам, балкам, речным долинам. Хотя и роет норы, но обычно строит гнёзда на поверхности земли.
Полёвки являются одним из основных источников пищи для множества хищников — сов и др., из-за чего в численности их популяций наблюдаются четырёхлетние циклы.